# Giorgio Tadeo
Giorgio Tadeo (ur. 2 października 1929 w Weronie, zm. 31 stycznia 2008 w Mediolanie) – włoski śpiewak operowy, bas.
Ukończył konserwatorium w Parmie i 16 września 1953 roku debiutował jako Mefistofeles w Fauście Charles’a Gounoda. W latach 1955–1982 śpiewał na deskach La Scali.
Był żonaty (żona - sopranistka Mariela Adani), miał dwoje dzieci.